# Paul Merrill
Paul Willard Merrill (ur. 15 sierpnia 1887 w Minneapolis, zm. 19 lipca 1961) – amerykański astronom.

## Życiorys
W 1908 roku ukończył studia na Stanford University, a w 1913 uzyskał doktorat Uniwersytecie Kalifornijskim. Pracował na University of Michigan, a także w National Bureau of Standards, gdzie zajmował się fotografią lotniczą w świetle widzialnym i w podczerwieni. W 1919 roku zatrudnił się w Mount Wilson Observatory, w którym pracował do przejścia na emeryturę w 1952 roku.
Stosował techniki spektroskopowe do badania gwiazd zmiennych oraz ośrodka międzygwiazdowego. Odkrył m.in. linie pochodzące od technetu w widmie gwiazdy R Andromedae (w gwiazdozbiorze Andromedy) oraz innych gwiazd typu S. 

## Wyróżnienia i nagrody
- Medal Henry’ego Drapera (1945)
- Bruce Medal (1946)
- Henry Norris Russell Lectureship (1955)

Jego imieniem nazwano krater uderzeniowy Merrill na Księżycu.

## Publikacje w języku polskim (wybór)
- Chemia kosmosu, tom 62 serii wydawniczej Omega, Warszawa 1966.